# Седов, Сергей Анатольевич (футболист)
Сергей Анатольевич Седо́в (10 августа 1970) — советский и российский футболист, нападающий и полузащитник. Старший брат российского футболиста Александра Седова.

## Биография
Начал выступать на взрослом уровне в 1987 году в составе таганрогского «Торпедо». За следующие восемь сезонов сыграл за команду 220 матчей и забил 46 голов в первенствах СССР и России.
В 1994 году был в заявке клуба высшей лиги — камышинского «Текстильщика», но ни одного матча не провёл. В дальнейшем сменил около 15 команд, выступавших в первом, втором и третьем дивизионах России, а также в любительских соревнованиях. В 2002 году выступал в первой лиге Казахстана в составе «Каспия» (Актау). Последним профессиональным клубом игрока был в 2004 году челябинский «Зенит». В последние годы карьеры выступал на любительском уровне за клубы Таганрога и других городов Ростовской области.
Всего в первенствах СССР, России и Казахстана на уровне профессионалов (мастеров) сыграл 445 матчей, в том числе в первых дивизионах — 123 матча, во вторых дивизионах — 263 матча. В Кубке России сыграл 22 матча и забил 7 голов, в том числе выходил на поле в играх против клубов высшего дивизиона — «Текстильщика», «Ротора» и «Сатурна». В Кубке Казахстана — 2 матча и 1 гол.
Принимает участие в соревнованиях ветеранов, становился победителем соревнований.